# 菲奥娜·克劳福德
菲奥娜·克劳福德（英語：Fiona Crawford，1977年2月21日—），澳大利亚女子垒球运动员。她曾代表澳大利亚国家队参加2000年和2004年夏季奥林匹克运动会垒球比赛，获得一枚银牌和一枚铜牌。